# Alastor bilaminatus
Alastor bilaminatus är en stekelart som beskrevs av Giordani Soika. Alastor bilaminatus ingår i släktet Alastor och familjen Eumenidae. Inga underarter finns listade i Catalogue of Life.